# Guillaume Gille
Guillaume Alain Gille (født 12. juli 1976 i Valence, Frankrig) er en tidligere fransk håndboldspiller, nu træner, der blandt andet har spillet for den tyske Bundesliga-klub HSV Hamburg, sammen med sin lillebror, Bertrand Gille. Gille skiftede til Hamburg i 2002 og spillede før da for Chambéry Savoie i sit hjemlands bedste liga.
Han er nuværende træner for Frankrigs herrelandshold i håndbold, en post han var besiddet siden 2020.

## Landshold
Gille var en del af det franske landshold, der blev verdensmestre i 2001 efter finalesejr over Sverige. Ved EM i 2006 vandt han ligeledes guld, denne gang efter at franskmændene besejrede Spanien i finalen. Han var desuden med til at vinde guld ved OL i Beijing 2008, VM 2009 i Kroatien og EM 2010 i Østrig. Han var derfor med på det hold, der lavede et hattrick. Det var første gang, et herrelandshold nogensinde har gjort det. 

## Privat
Tekst mangler, hjælp os med at skrive teksten

## Familie
Guillaumes forældre hedder Francoise og Jean-Claude Gille. Han har to brødre, der også spiller professionel håndbold: Hans lige så kendte lillebror er Bertrand Gille, og den knap så kendte lillebror Benjamin Gille, der til daglig spiller i hjemlandet Frankrig for Chambéry Savoie HB.